# Trajekt Kazungula
Trajekt Kazungula bio je pontonski trajekt preko 400 metara široke rijeke Zambezi između Bocvane i Zambije. Bio je to jedan od najvećih trajekata u južnoj središnjoj Africi, s kapacitetom od 70 tona. Uslugu su pružala dva motorizirana pontona i djelovala je između graničnih postaja u Kazunguli, Zambija, i Kazunguli, Bocvana.
Povezuje cestu Livingstone - Sesheke (cesta M10); koja se povezuje s autocestom Trans–Caprivi kod Katima Mulilo i čini dio koridora Walvis Bay) s glavnom autocestom sjever-jug Bocvane kroz Francistown i Gaborone do Južne Afrike, a također do ceste Kasane - Viktorijini slapovi kroz Zimbabve. Opsluživao je međunarodni cestovni promet tri zemlje izravno (Zambija, Zimbabve i Bocvana) i još tri neizravno (Namibija, Južna Afrika i DR Kongo).
Jesu li Bocvana i Zambija doista dijelile zajedničku granicu ili je trajekt ilegalno prelazio na namibijski ili rodezijski teritorij, bilo je predmet spora. Godine 1970. Južnoafrička Republika (koja je u to vrijeme okupirala Namibiju) obavijestila je Bocvanu da ne postoji zajednička granica između Bocvane i Zambije, tvrdeći da postoji četveromeđa. Kao rezultat toga, tvrdila je Južna Afrika, trajekt Kazungula, koji povezuje Bocvanu i Zambiju na četverotočki, bio je nezakonit. Bocvana je odlučno odbacila obje tvrdnje. Došlo je zapravo do sukoba i pucanja na trajekt; nekoliko godina kasnije, rodezijska vojska napala je i potopila trajekt, tvrdeći da je služio u vojne svrhe.
Godine 2003. trajekt je bio mjesto katastrofe kada je ozbiljno pretovaren zambijski kamion prevrnuo jedan od pontona i 18 ljudi se utopilo. Za nesreću je okrivljen nedostatak mosnih vaga u Zambiji u to vrijeme za provjeru težine kamiona.
U kolovozu 2007. vlade Zambije i Bocvane najavile su dogovor o izgradnji mosta Kazungula na tom mjestu koji će zamijeniti trajekt. Postojanje kratke granice od oko 150 metara između Zambije i Bocvane očito je dogovoreno tijekom raznih sastanaka na kojima su sudjelovali šefovi država i/ili dužnosnici iz sve četiri države u razdoblju 2006.-10. i jasno je prikazano na karti projekta Afričkog fonda za razvoj. Ovo se podudara s prikazom Geographer ureda Ministarstva vanjskih poslova SAD-a u Google Earthu. Planirana ruta za novi most prelazi ovu granicu bez ulaska u Zimbabve ili Namibiju.
Zimbabve već ima most prema Zambiji na Viktorijinim vodopadima, 70 km iz Kazungule. Namibija već ima most u Zambiji u Katima Mulilo oko 150 km uzvodno. Most omogućuje izravnu vezu između Zambije i Bocvane. Međutim, izravne veze između Namibije i Zimbabvea još uvijek nema, niti je planirana. Promet iz Namibije u Zimbabve mora prijeći u Zambiju kod Katimo Mulilo, a zatim iz Zambije u Zimbabve kod Viktorijinih slapova; ili preko mosta Ngoma u Bocvanu, a odatle na prijelazu ceste Kazungula u Zimbabve. U praksi, međutim, postoji vrlo malo takvog prometa duž ove rute, odnosno potražnje.

## Vanjske poveznice
|  | Zajednički poslužitelj ima još gradiva o temi Trajekt Kazungula |